# Centrum van Wernicke
Het centrum van Wernicke is een deel van de hersenen. Het is naar de ontdekker Carl Wernicke ervan genoemd en speelt een belangrijke rol bij het begrijpen van taal. Het wordt ook wel het sensorisch spraakcentrum genoemd en is het tegenovergestelde van het motorisch spraakcentrum: het centrum van Broca. Aandoeningen of beschadigingen in het centrum van Wernicke kunnen leiden tot dyslexie en sensorische afasie. De gesproken taal van wernickepatiënten klinkt doorgaans vloeiend, maar mist betekenis. Het centrum van Wernicke ligt doorgaans in de linker gyrus temporalis superior op de overgang naar de pariëtale kwab van de hersenen.

Taalgebieden in de hersenen
centrum van Broca
centrum van Wernicke
gyrus angularis
gyrus supramarginalis
auditieve cortex